# Liste von Archiven in Nordrhein-Westfalen
Die Liste von Archiven in Nordrhein-Westfalen nennt Archive im Bundesland Nordrhein-Westfalen in öffentlicher und privater Trägerschaft. Sie ist nicht vollständig. Für das Archivgut von Kommunen und Einrichtungen des Landes gilt das Archivgesetz Nordrhein-Westfalen.

## Liste

### Städteregion Aachen

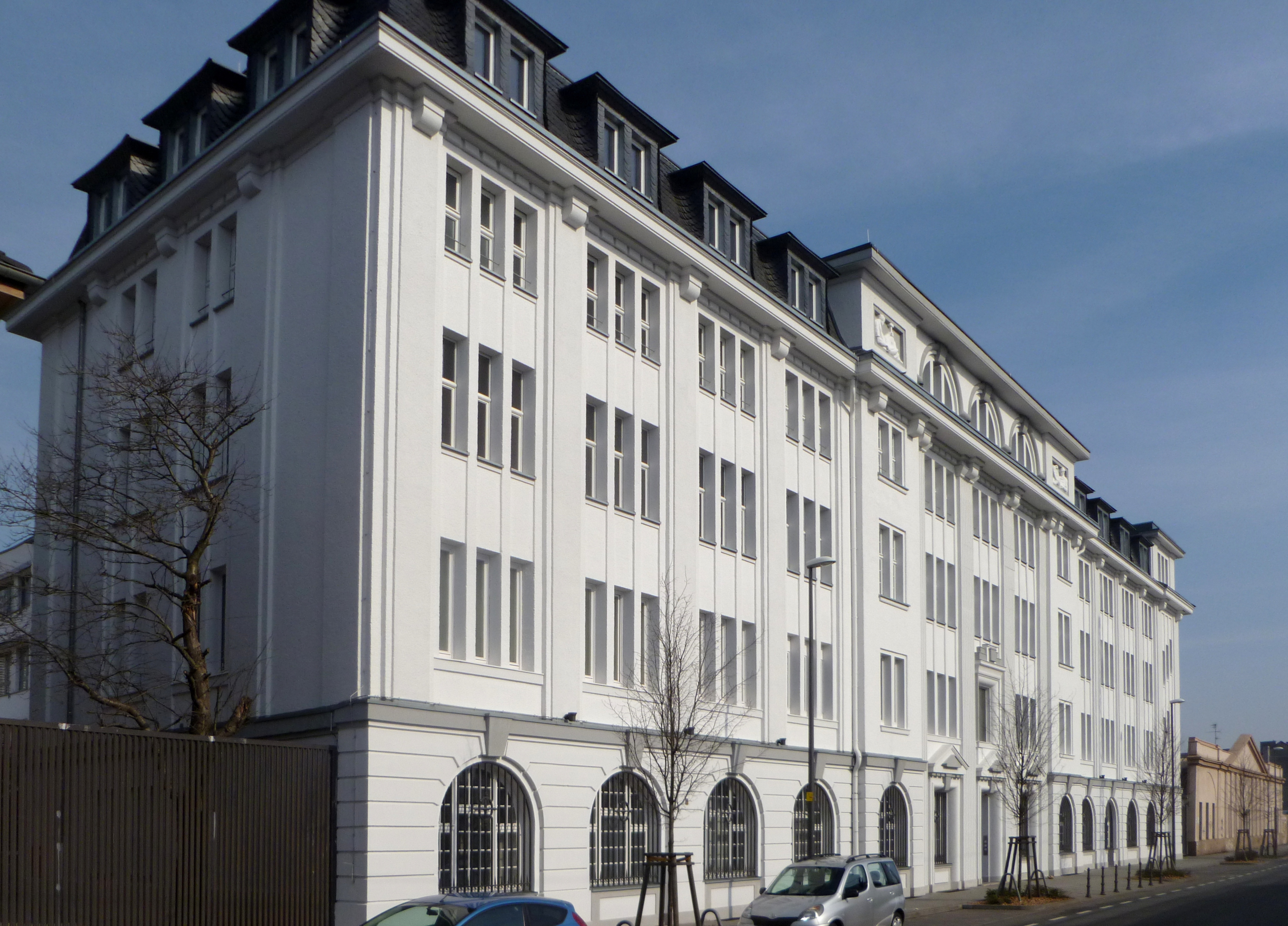
Stadtarchiv Aachen

- Stadtarchiv Aachen
- Hochschularchiv der RWTH Aachen
- Sammlung Crous

### Bielefeld
- Stadtarchiv Bielefeld[1]
- Medienarchiv Bielefeld
- Universitätsarchiv Bielefeld

### Bochum

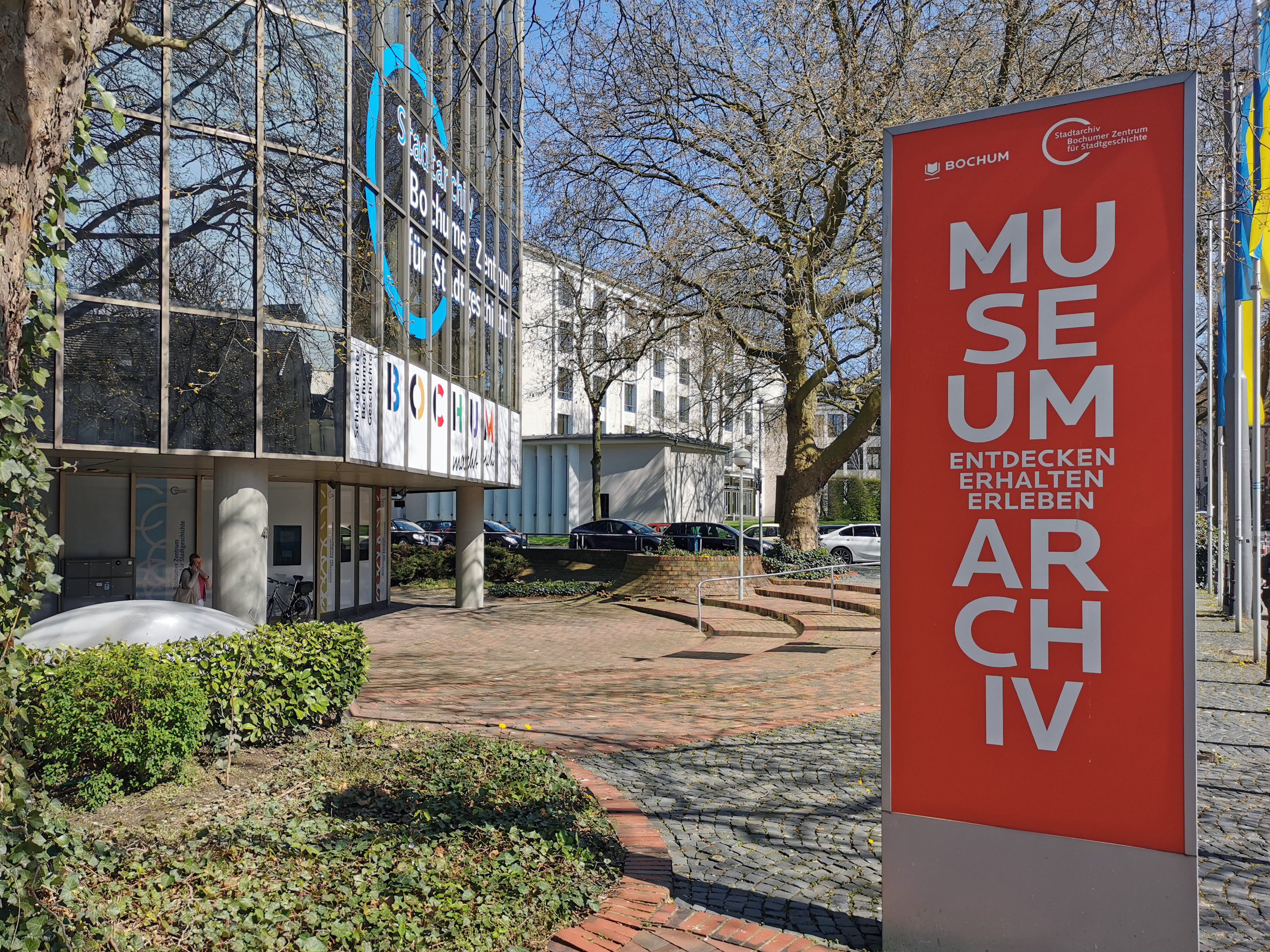
Bochumer Zentrum für Stadtgeschichte

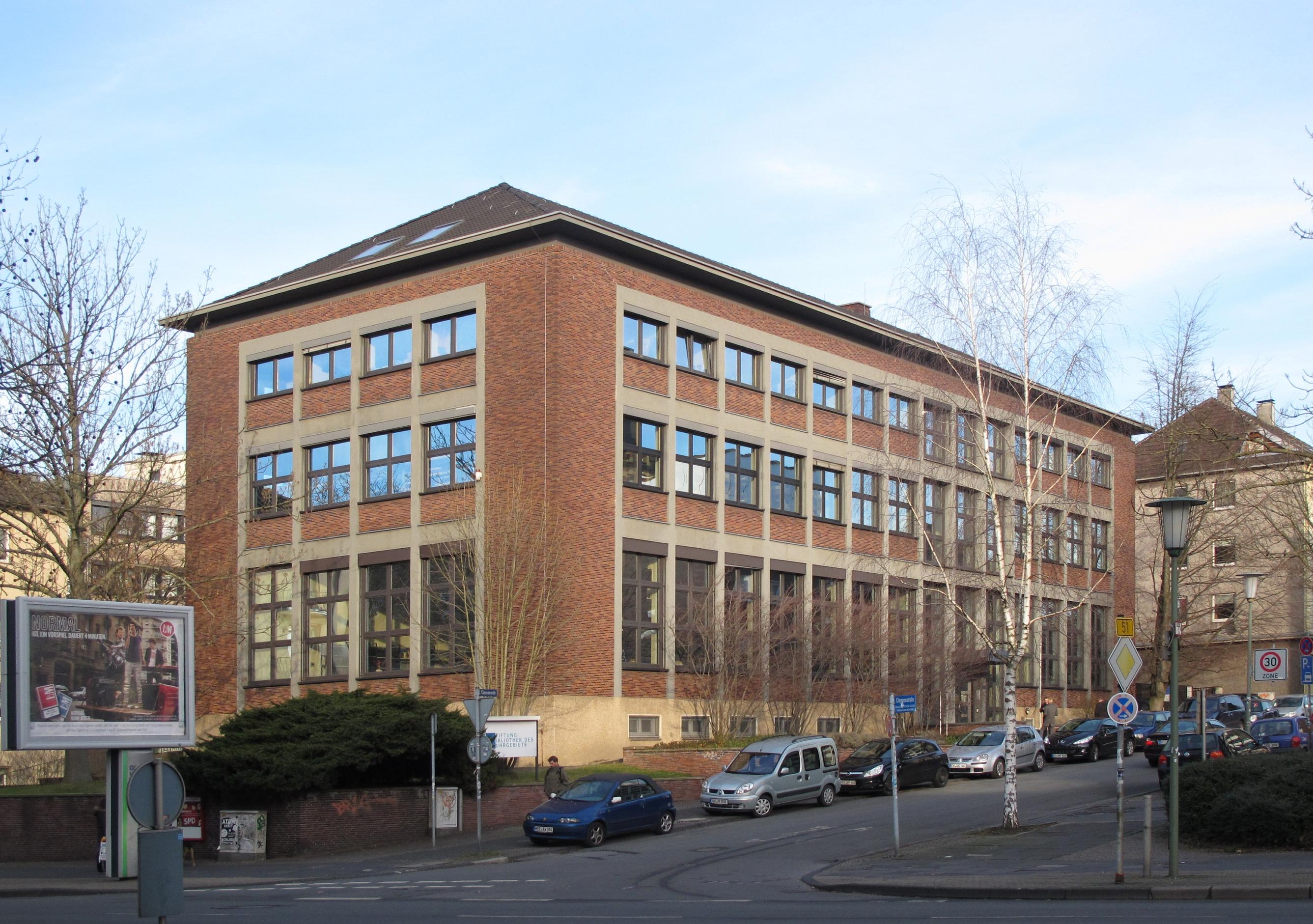
Haus der Geschichte des Ruhrgebiets

- Stadtarchiv – Bochumer Zentrum für Stadtgeschichte
- Archiv im Haus der Geschichte des Ruhrgebiets
- Bergbau-Archiv Bochum[2]
- Hegel-Archiv

### Bonn
- Stadtarchiv Bonn[3]
- Rheinisches Archiv für Künstlernachlässe
- Archiv der sozialen Demokratie
- Beethoven-Haus
- Biohistoricum
- Haus der Geschichte
- Schumannhaus Bonn

### Kreis Borken
- Stadtarchiv Borken[4]

### Bottrop
- Stadtarchiv Bottrop[5]

### Kreis Coesfeld
- Stadtarchiv Coesfeld[6]

### Dortmund
- Stadtarchiv Dortmund

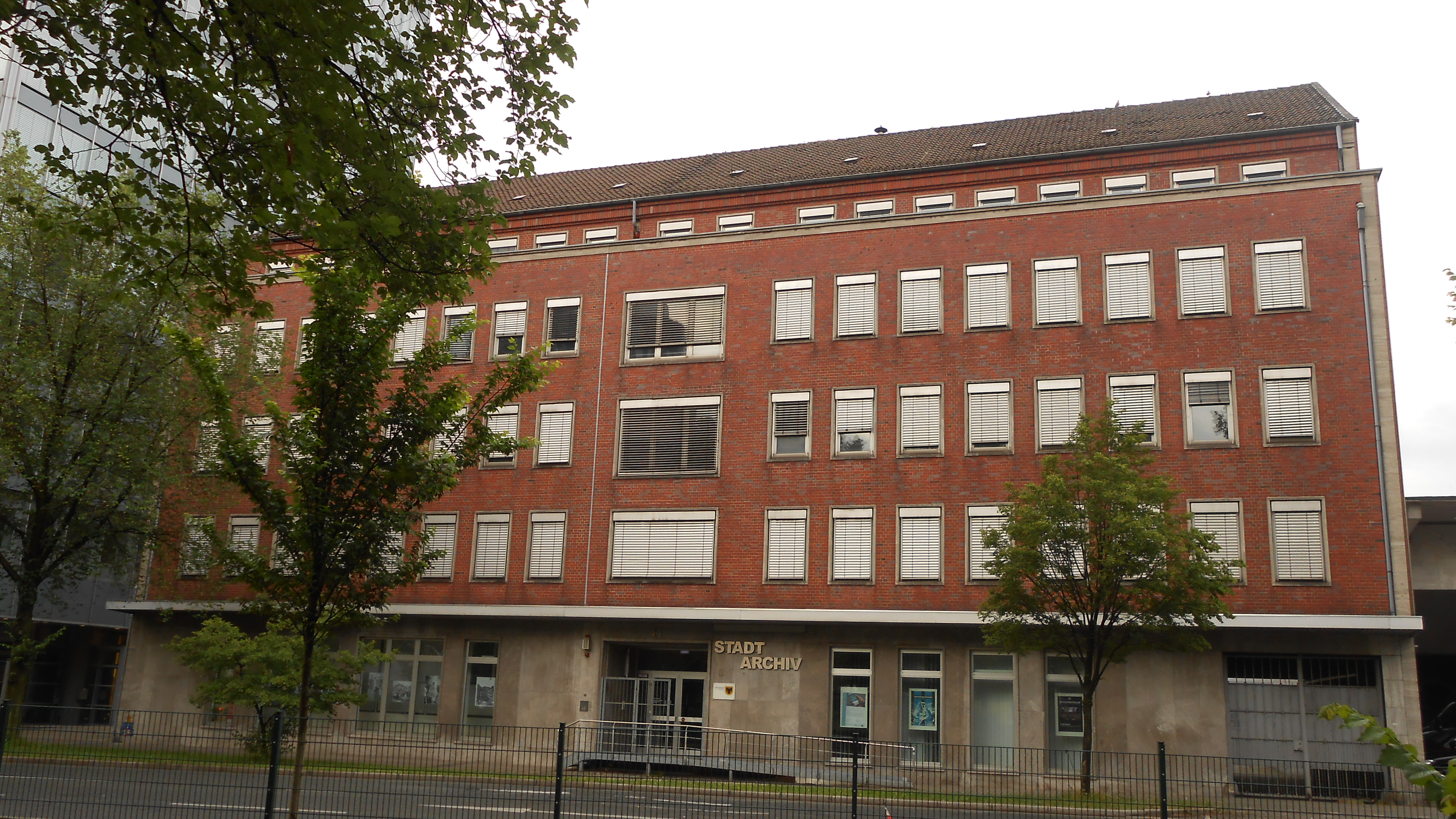
Stadtarchiv Dortmund

- Archiv für Architektur und Ingenieurbaukunst NRW
- Westfälisches Wirtschaftsarchiv
- Frauenarchiv Dortmund

### Duisburg
- Stadtarchiv Duisburg
- Landesarchiv Nordrhein-Westfalen

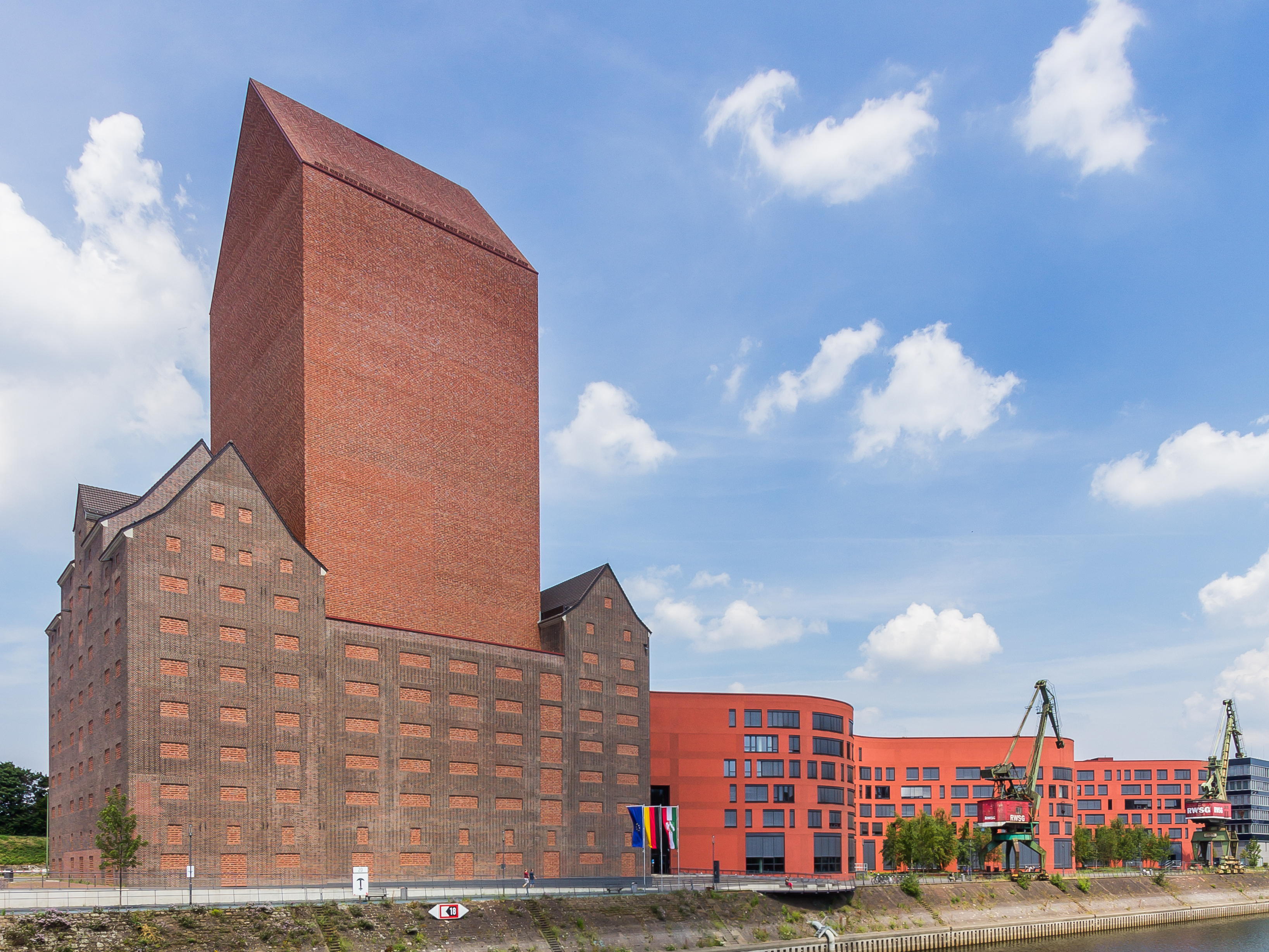
Landesarchiv Nordrhein-Westfalen, Hauptsitz und Abteilung Rheinland in Duisburg

- Archiv für alternatives Schrifttum
- Universitätsarchiv Duisburg-Essen

### Kreis Düren
- Stadt- und Kreisarchiv Düren[7]

### Düsseldorf
- Stadtarchiv Düsseldorf[8]
- Archiv der Evangelischen Kirche im Rheinland
- Thomas Mann-Gesellschaft Düsseldorf

### Ennepe-Ruhr-Kreis

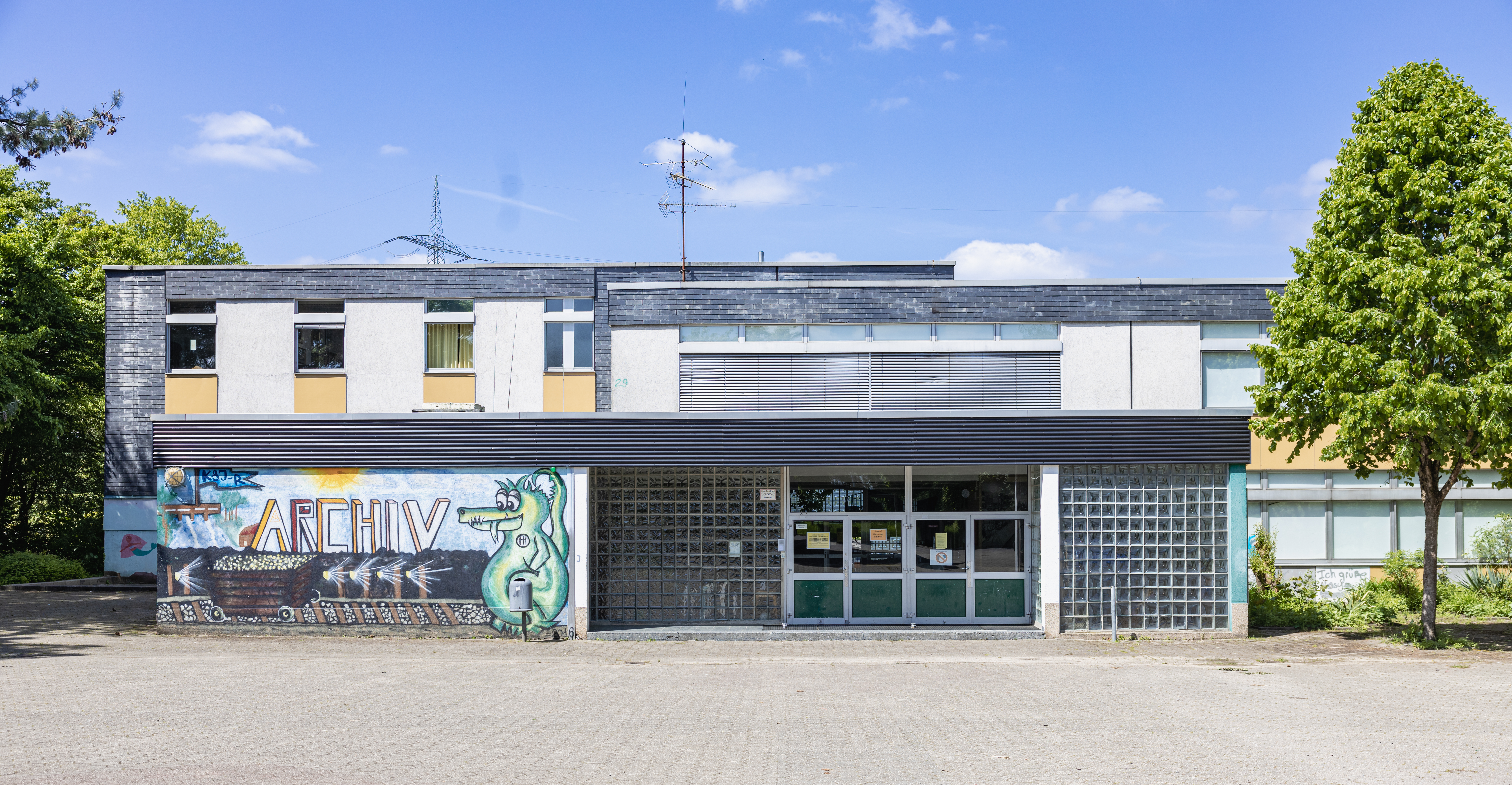
Archivzentrum Hattingen-Sprockhövel

- Stadtarchiv Breckerfeld[9]
- Stadtarchiv Ennepetal
- Stadtarchiv Hattingen
- Stadtarchiv Herdecke[10]
- Stadtarchiv Gevelsberg[11]
- Stadtarchiv Schwelm[12]
- Stadtarchiv Sprockhövel
- Stadtarchiv Wetter
- Stadtarchiv Witten
- Kreisarchiv Ennepe-Ruhr-Kreis[13]

### Essen

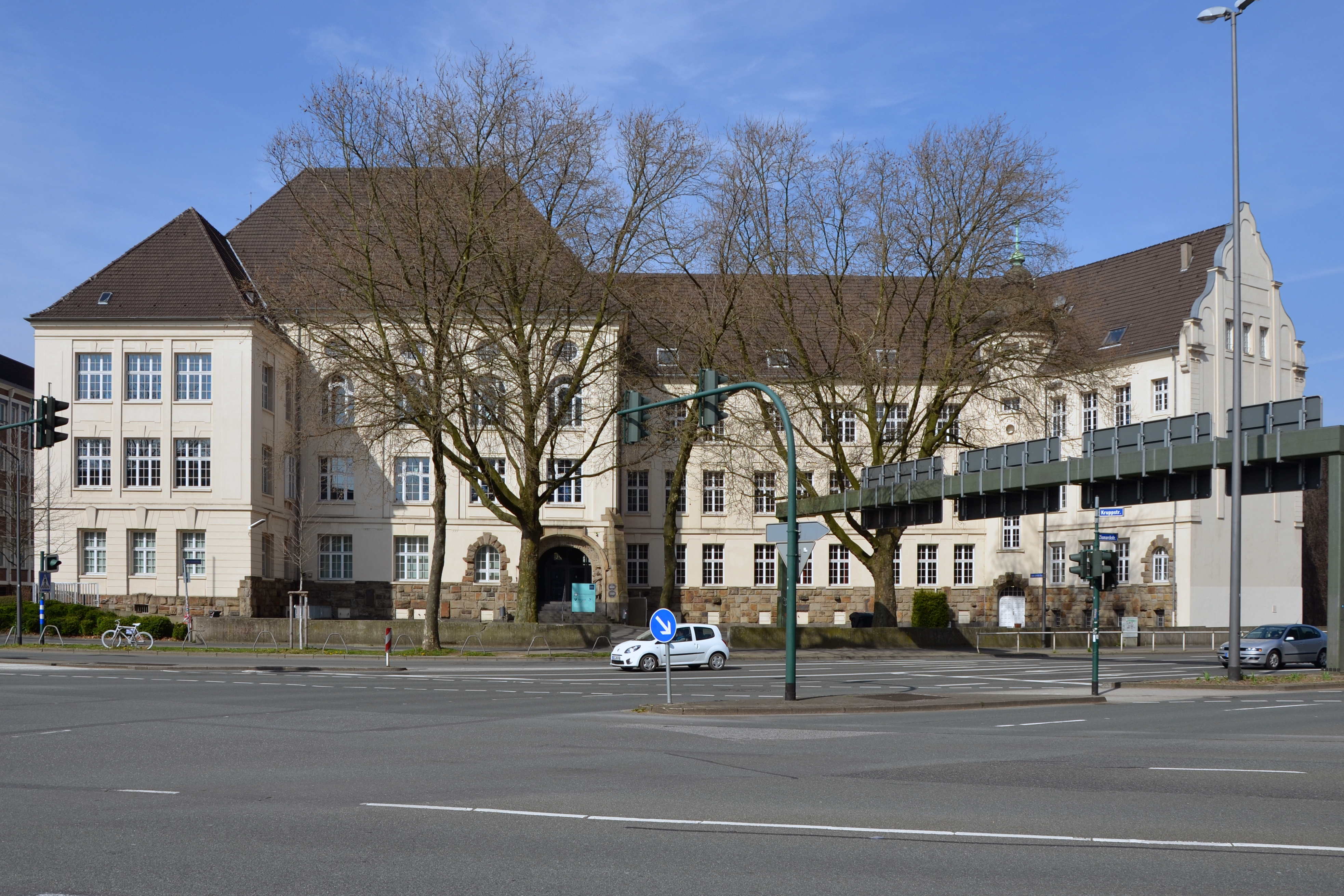
Haus der Essener Geschichte

- Haus der Essener Geschichte / Stadtarchiv
- Essener Luftfahrtarchiv
- Historisches Archiv Krupp
- Fotoarchiv Ruhr Museum

### Kreis Euskirchen
- Stadtarchiv Euskirchen[14]

### Gelsenkirchen
- Stadtarchiv Gelsenkirchen[15]

### Kreis Gütersloh

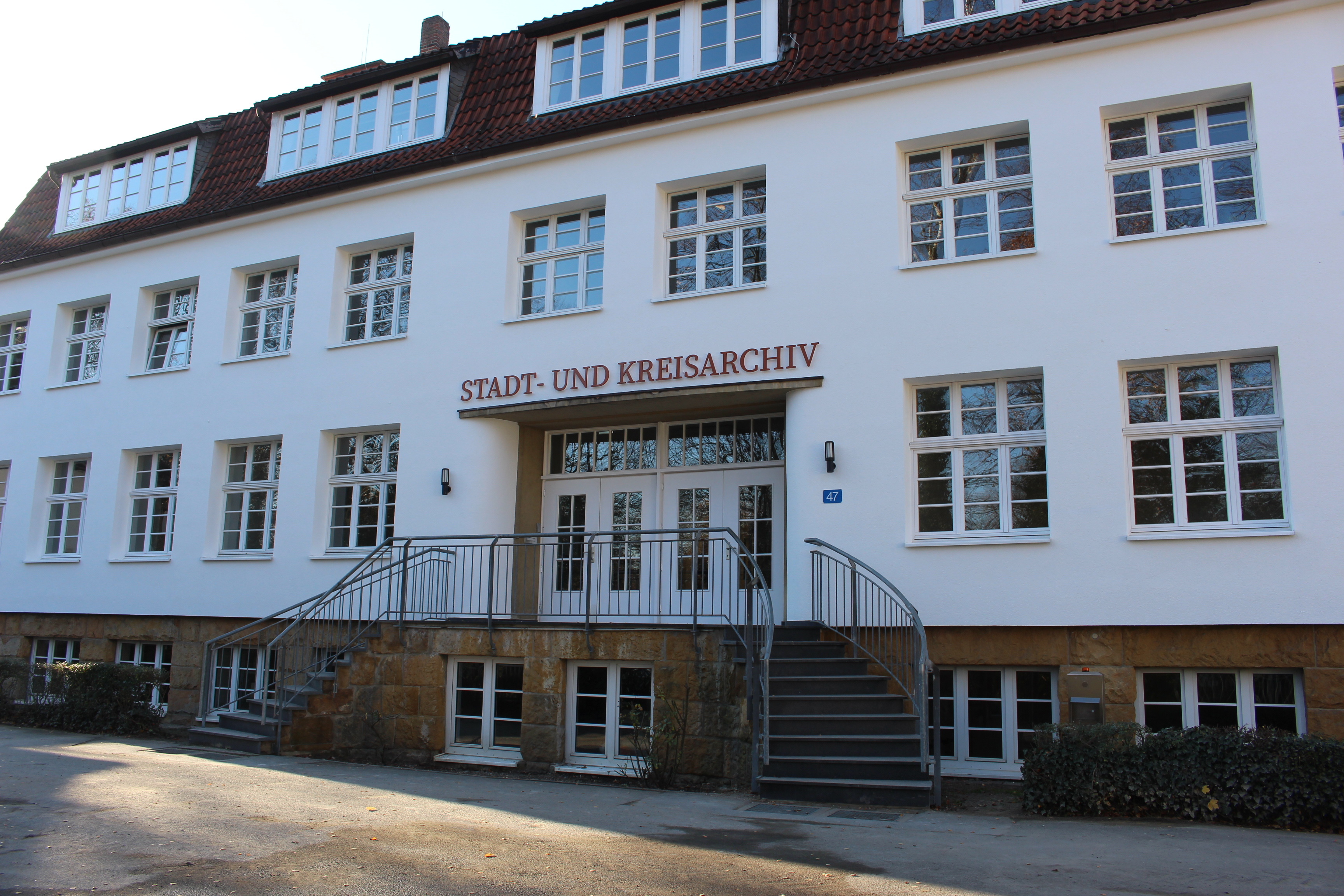
Stadtarchiv Gütersloh

- Stadtarchiv Gütersloh, Gütersloh
- Kreisarchiv Gütersloh, Gütersloh
- Archiv Brockhagen, Steinhagen

### Hagen
- Stadtarchiv Hagen
- Psychologiegeschichtliches Forschungsarchiv
- Archiv der Fernuniversität Hagen
- Institut für Geschichte und Biographie

### Hamm
- Stadtarchiv Hamm
- Archiv des Westfälischen Turnerbundes

### Kreis Heinsberg
- Stadtarchiv Heinsberg[16]

### Kreis Herford

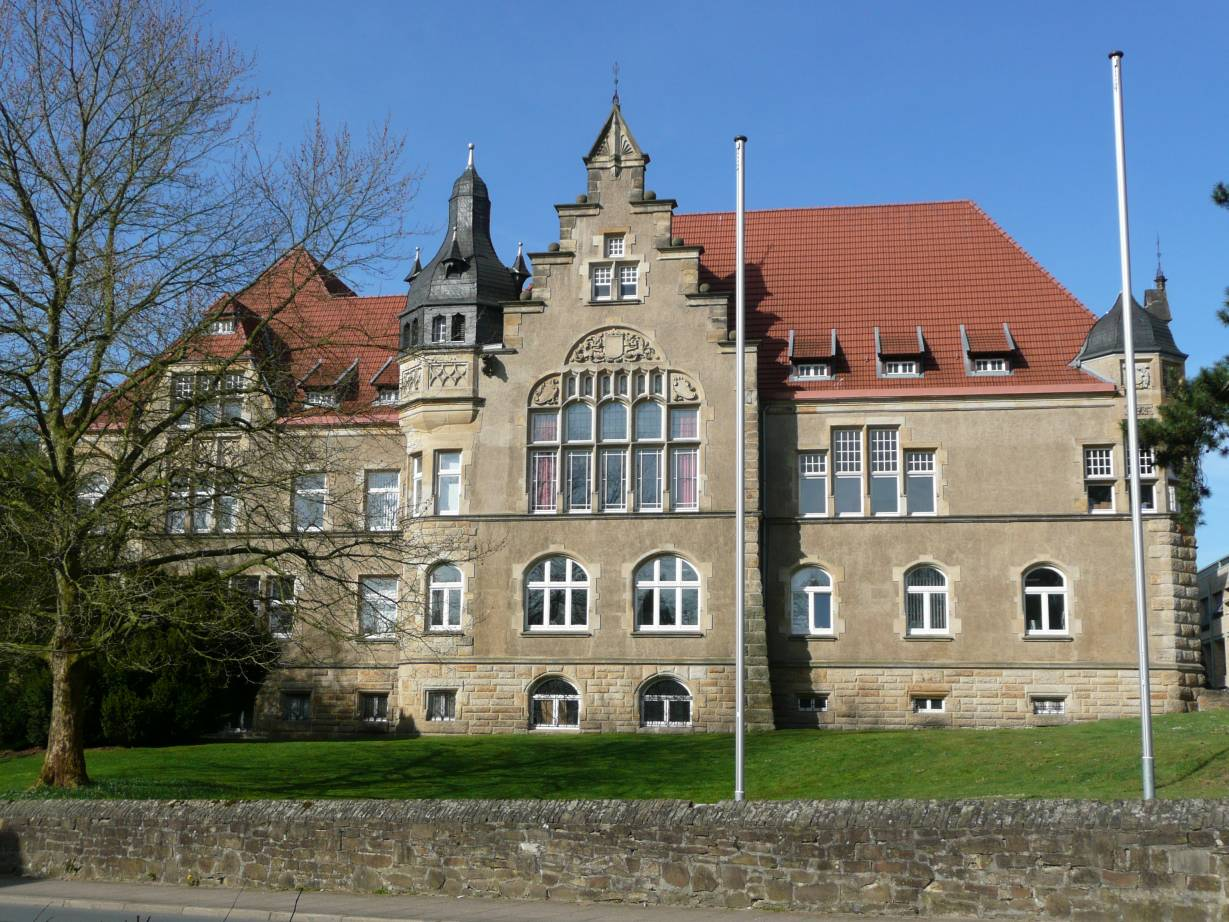
Kommunalarchiv Herford

- Kommunalarchiv Herford
- Stadtarchiv Löhne[17]

### Herne
- Stadtarchiv Herne

### Hochsauerlandkreis
- Stadt- und Landständearchiv Arnsberg
- Stadtarchiv Brilon

### Kreis Höxter
- Stadtarchiv Höxter[18]

### Kreis Kleve
- Stadtarchiv Rees
- Kreisarchiv Kleve[19]

### Köln
- Agfa Foto-Historama
- August Sander Archiv
- Centrum Schwule Geschichte
- Deutsches Staubarchiv
- Deutsches Tanzarchiv Köln
- Heinrich-Böll-Archiv
- Historisches Archiv der Stadt Köln
- Historisches Archiv des Erzbistums Köln
- Kunst- und Museumsbibliothek der Stadt Köln
- Migration-Audio-Archiv
- NS-Dokumentationszentrum der Stadt Köln
- RadioMuseum Köln
- Rheinisches Bildarchiv
- Rheinisch-Westfälisches Wirtschaftsarchiv
- Ungers Archiv für Architekturwissenschaft
- Universitätsarchiv Köln
- Zentralarchiv des internationalen Kunsthandels

### Krefeld

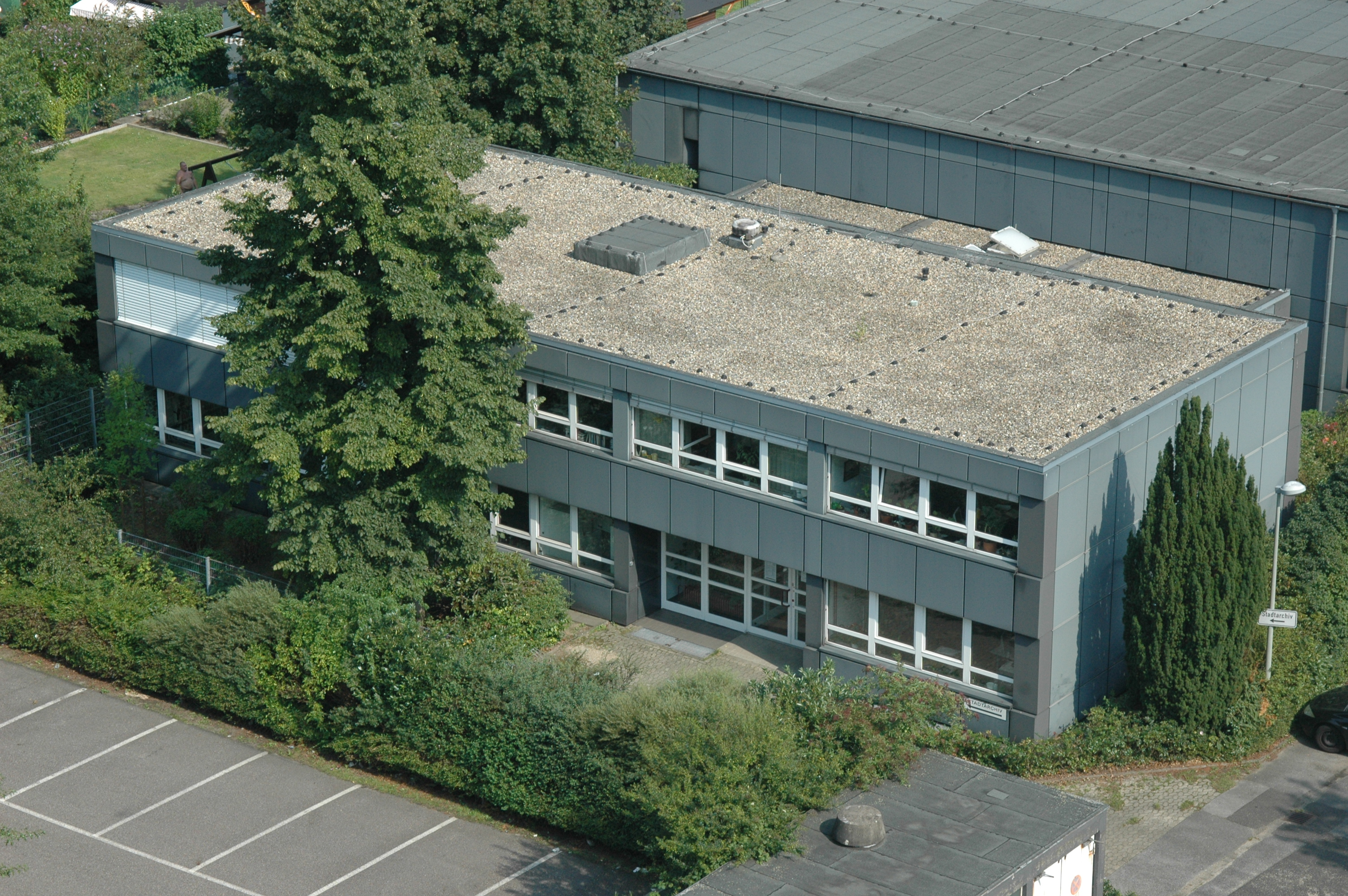
Stadtarchiv Krefeld

- Stadtarchiv Krefeld

### Leverkusen
- Stadtarchiv Leverkusen[20]

### Kreis Lippe
- Stadtarchiv Blomberg
- Stadtarchiv Lemgo

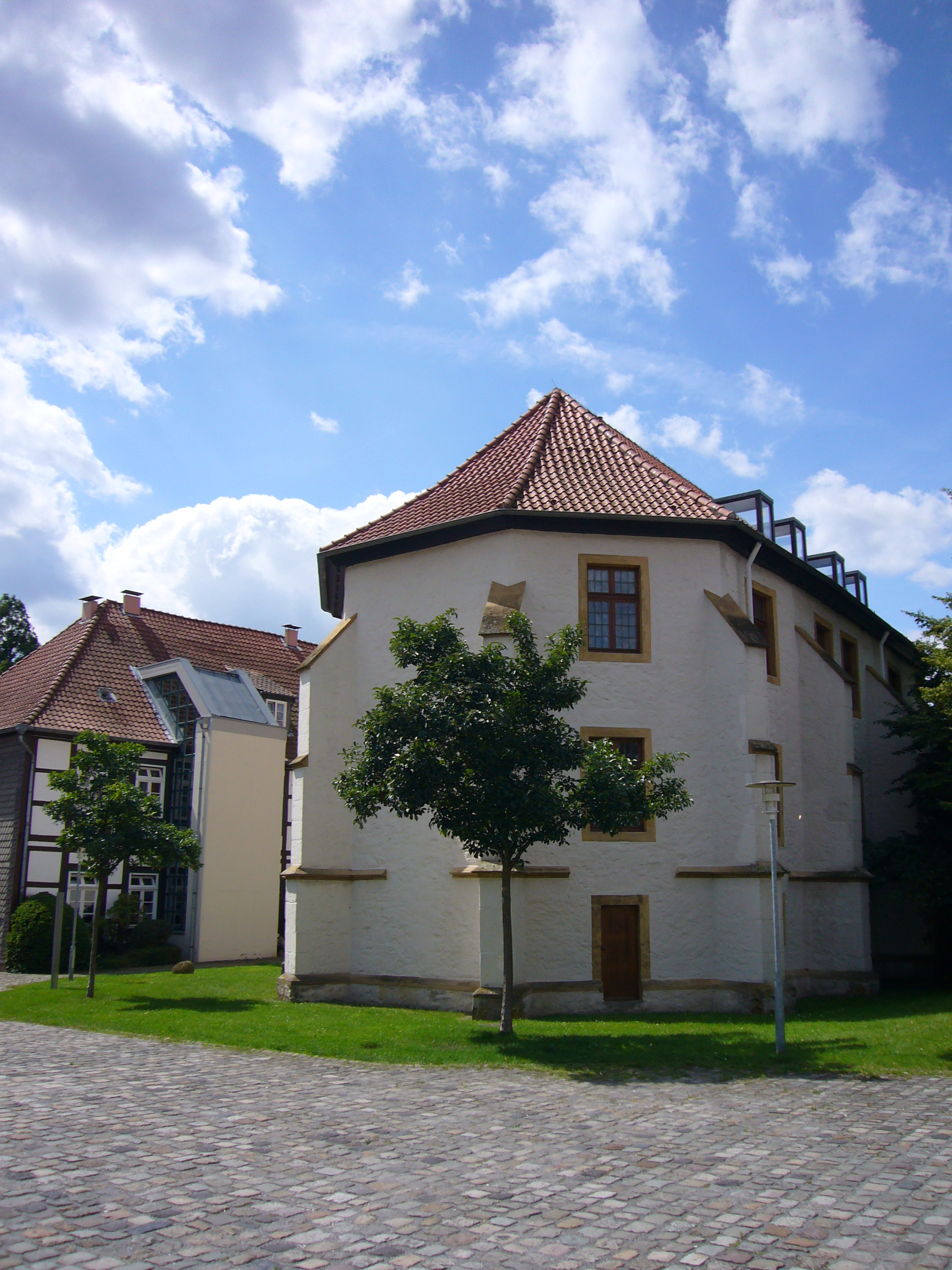
Stadtarchiv Lemgo

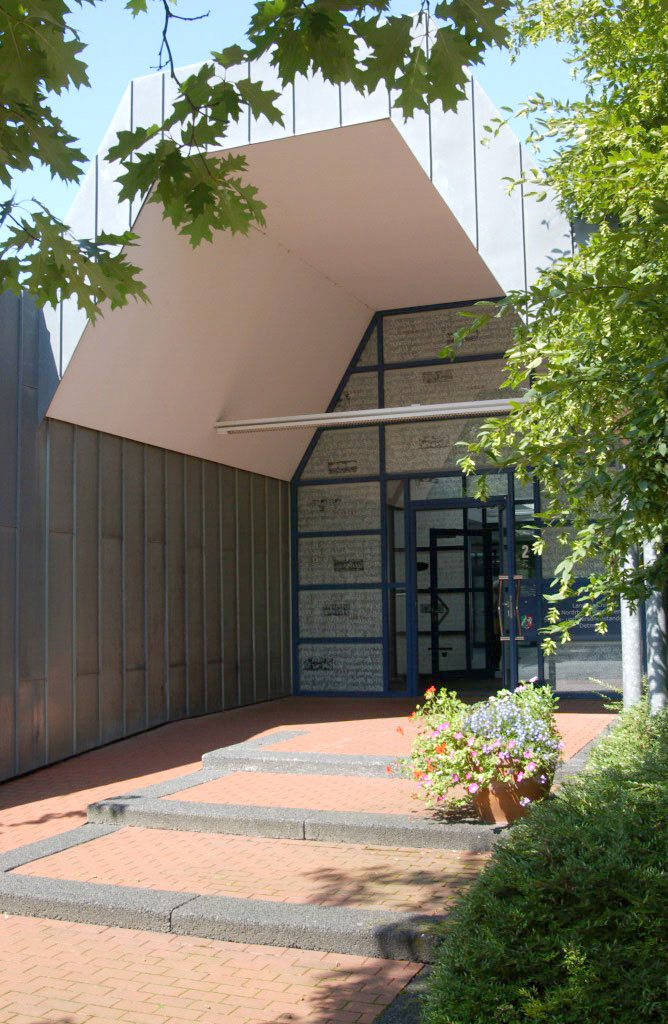
Landesarchiv NRW, Abteilung Ostwestfalen-Lippe in Detmold

- Archiv der Lippischen Landeskirche, Detmold

### Märkischer Kreis
- Stadtarchiv Altena[21]
- Stadtarchiv Balve[22]
- Stadtarchiv Hemer[23]
- Stadtarchiv Iserlohn
- Stadtarchiv Lüdenscheid[24]
- Stadtarchiv Meinerzhagen[25]
- Stadtarchiv Menden[26]
- Stadtarchiv Plettenberg[27]
- Kreisarchiv des Märkischen Kreises[28]

### Kreis Mettmann
- Stadtarchiv Hilden[29]

### Kreis Minden-Lübbecke

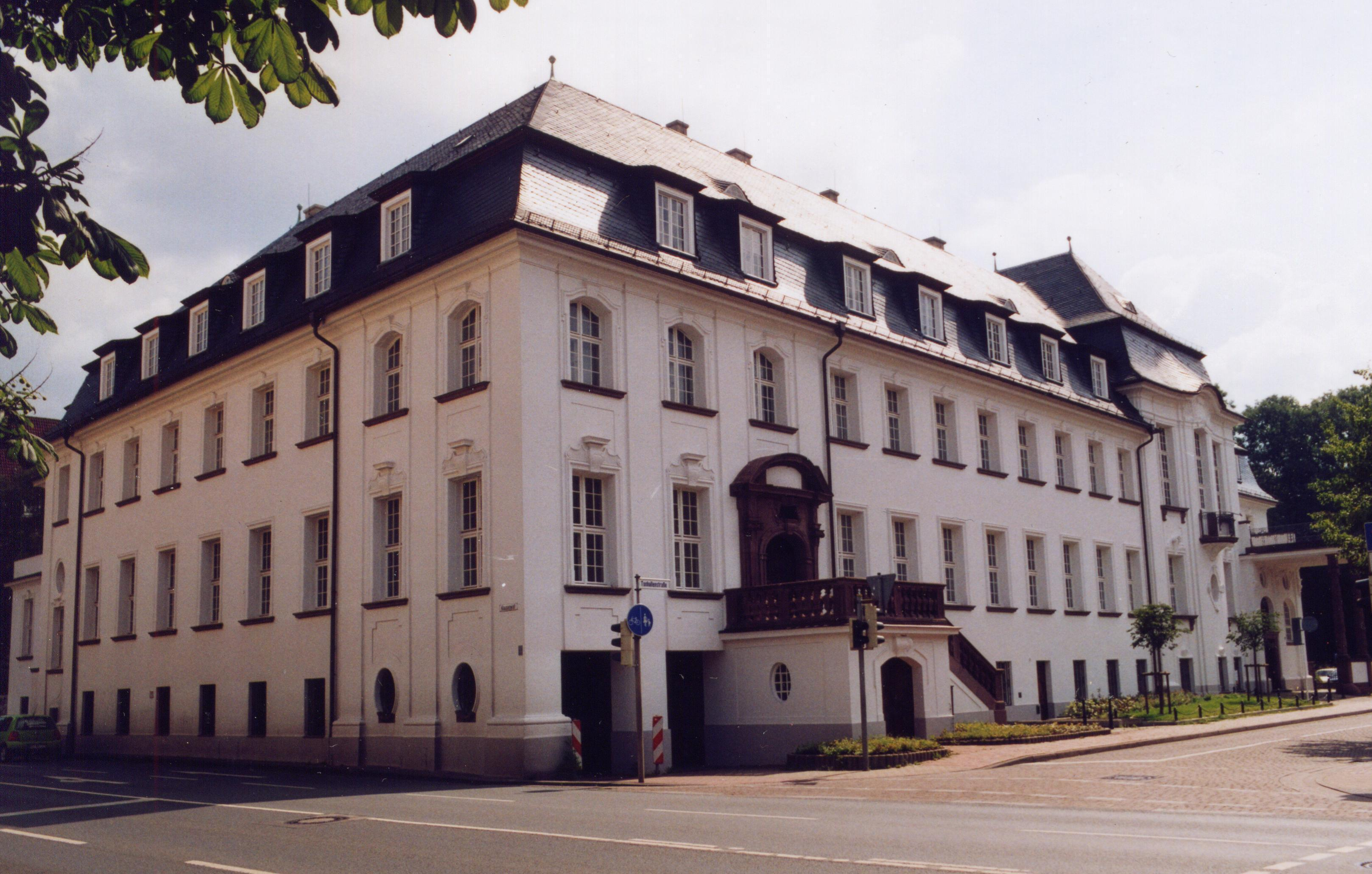
Kommunalarchiv Minden

- Kommunalarchiv Minden

### Mönchengladbach
- Stadtarchiv Mönchengladbach[30]

### Mülheim an der Ruhr

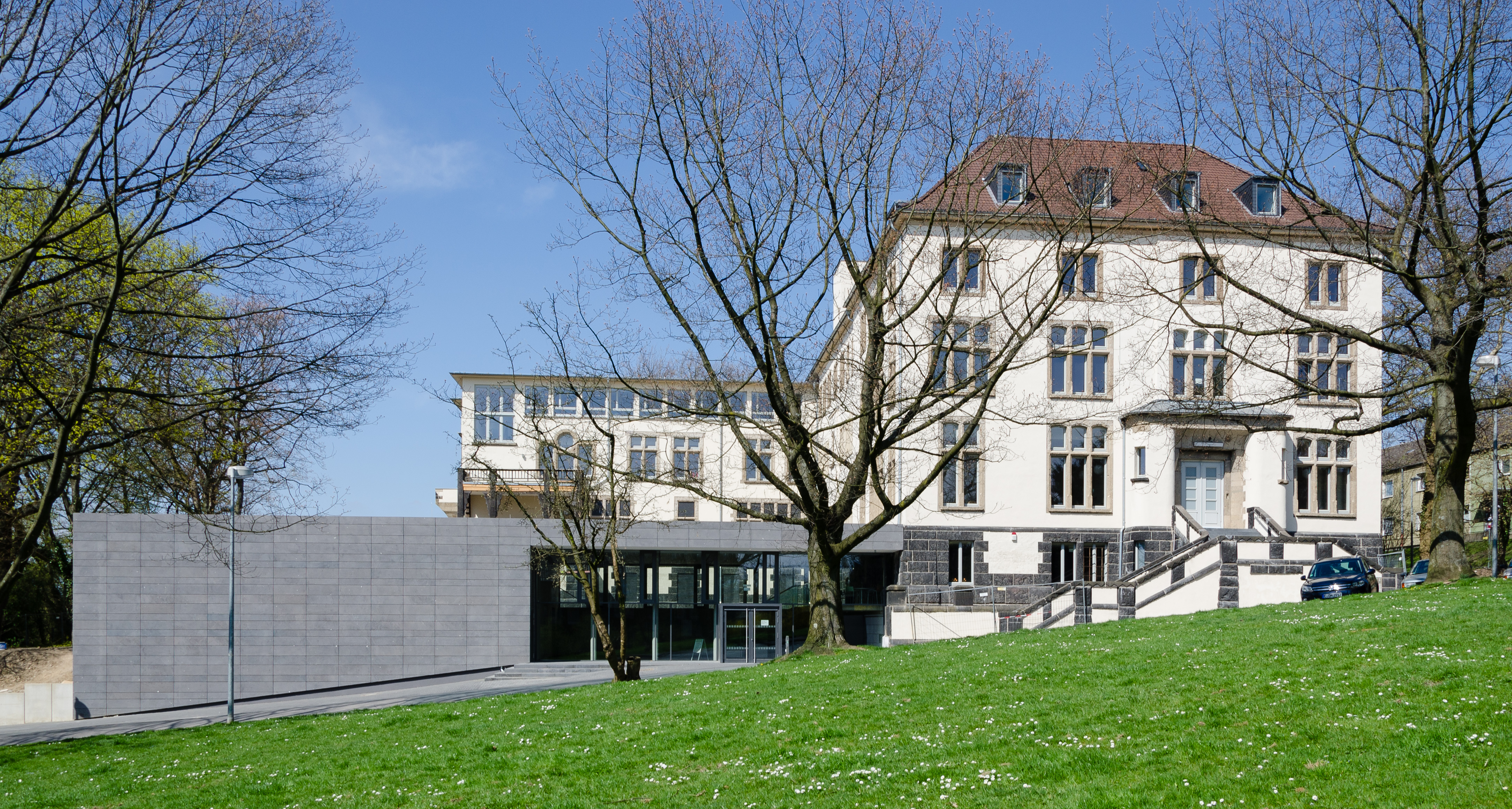
Haus der Stadtgeschichte

- Stadtarchiv Mülheim an der Ruhr

### Münster
- Stadtarchiv Münster

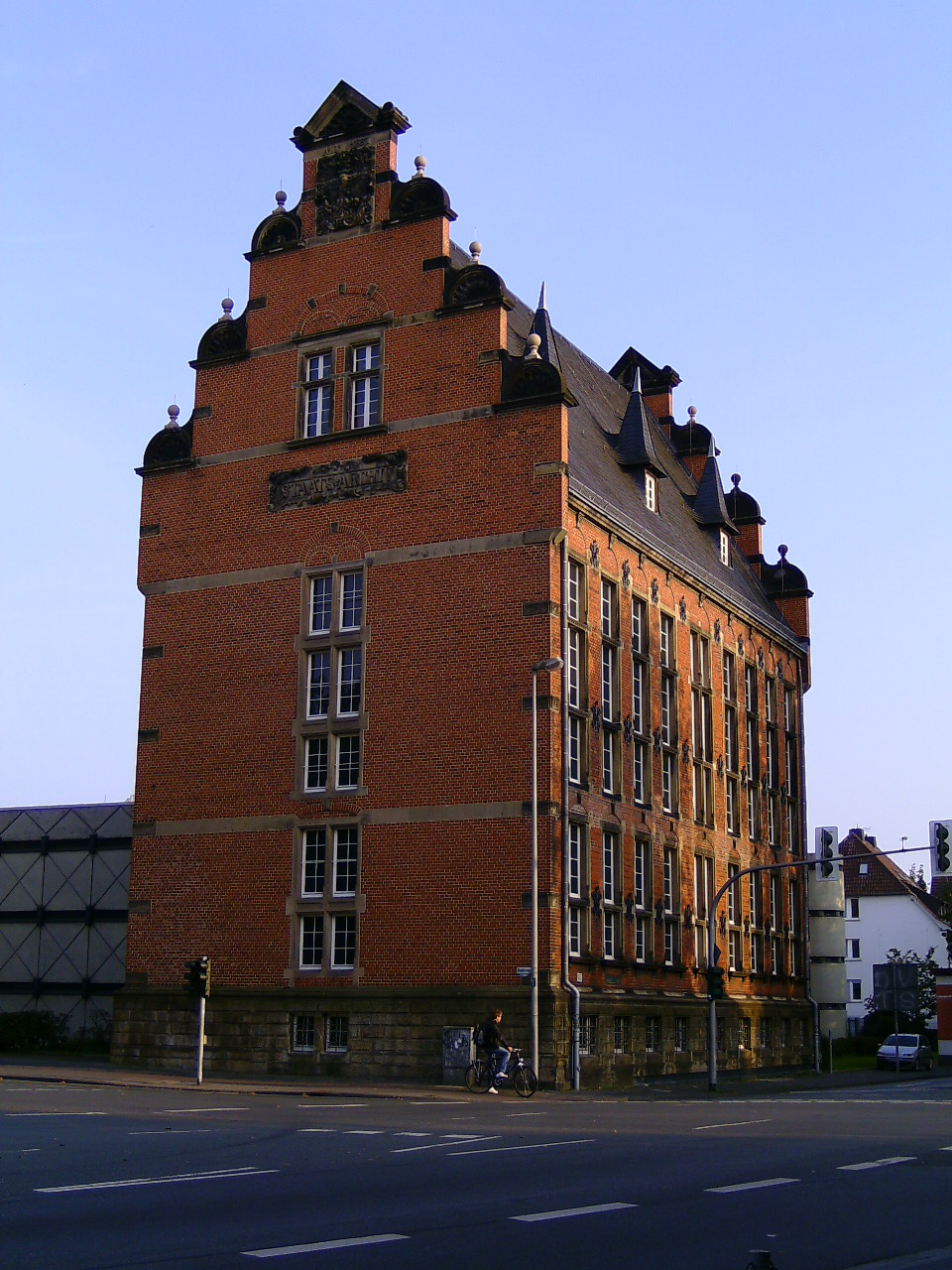
Landesarchiv NRW, Abteilung Westfalen in Münster

- Archiv des Landschaftsverbands Westfalen-Lippe
- Vereinigte Westfälische Adelsarchive
- Universitätsarchiv Münster
- Westfälisches Literaturarchiv
- LWL-Archivamt für Westfalen

### Oberbergischer Kreis
- Stadtarchiv Gummersbach, Gummersbach[31]
- Archiv des Oberbergischen Kreises, Gummersbach[32]
- Archiv des Liberalismus, Gummersbach

### Oberhausen
- Stadtarchiv Oberhausen[33]

### Kreis Olpe

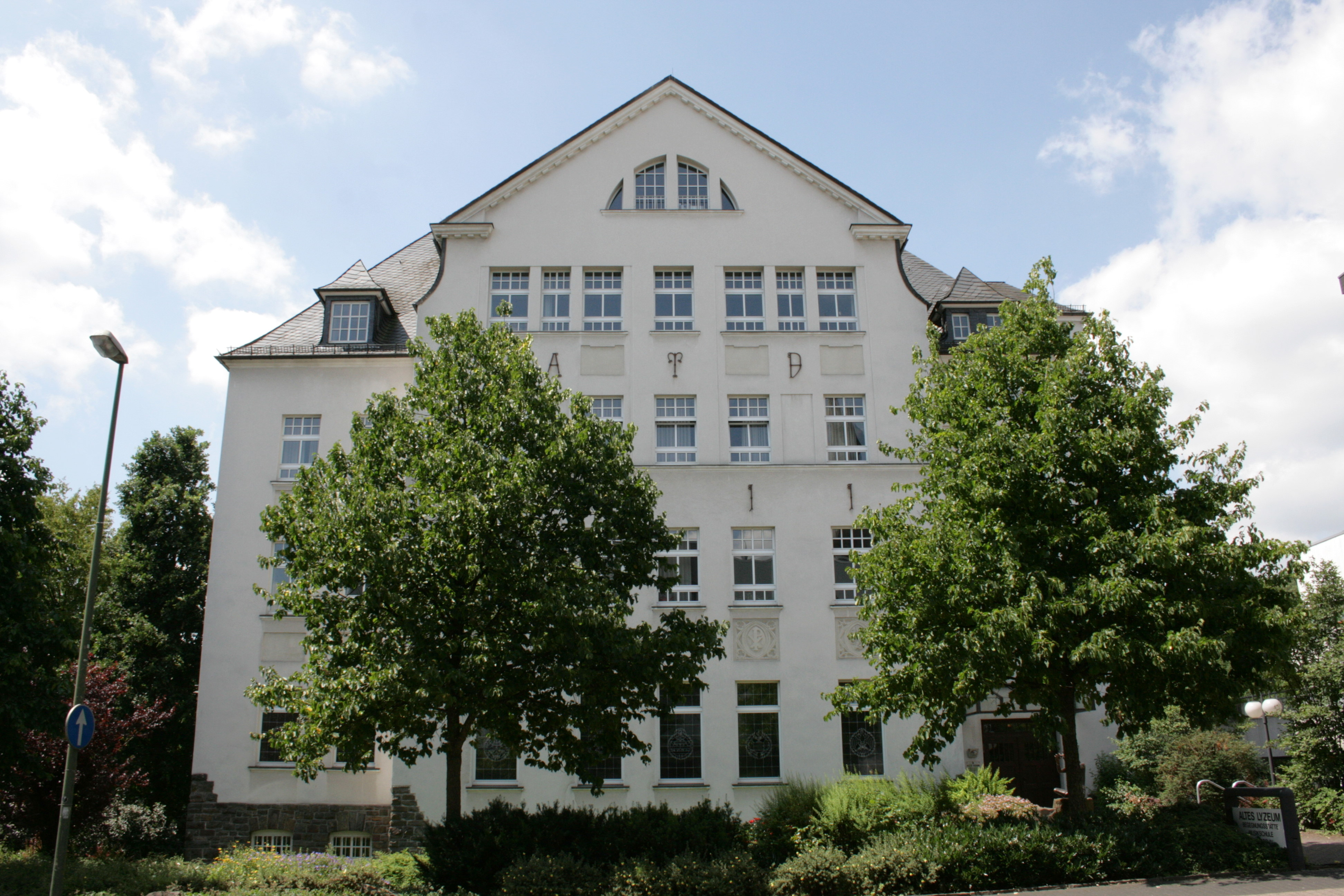
Stadtarchiv Olpe

- Stadtarchiv Olpe[34]

### Kreis Paderborn
- Stadt- und Kreisarchiv Paderborn, Paderborn[35]
- Erzbistumsarchiv Paderborn, Paderborn

### Kreis Recklinghausen
- Stadtarchiv Castrop-Rauxel[36]
- Stadtarchiv Datteln[37]
- Stadtarchiv Dorsten[38]
- Stadtarchiv Gladbeck[39]
- Stadtarchiv Haltern am See[40]
- Stadtarchiv Herten[41]
- Stadtarchiv Marl[42]
- Stadtarchiv Oer-Erkenschwick[43]
- Archiv der Arbeiterjugendbewegung, Oer-Erkenschwick[44]
- Institut für Stadtgeschichte / Stadt- und Vestisches Archiv Recklinghausen
- Kreisarchiv Recklinghausen[45]

### Remscheid
- Historisches Zentrum der Stadt Remscheid

### Rhein-Erft-Kreis

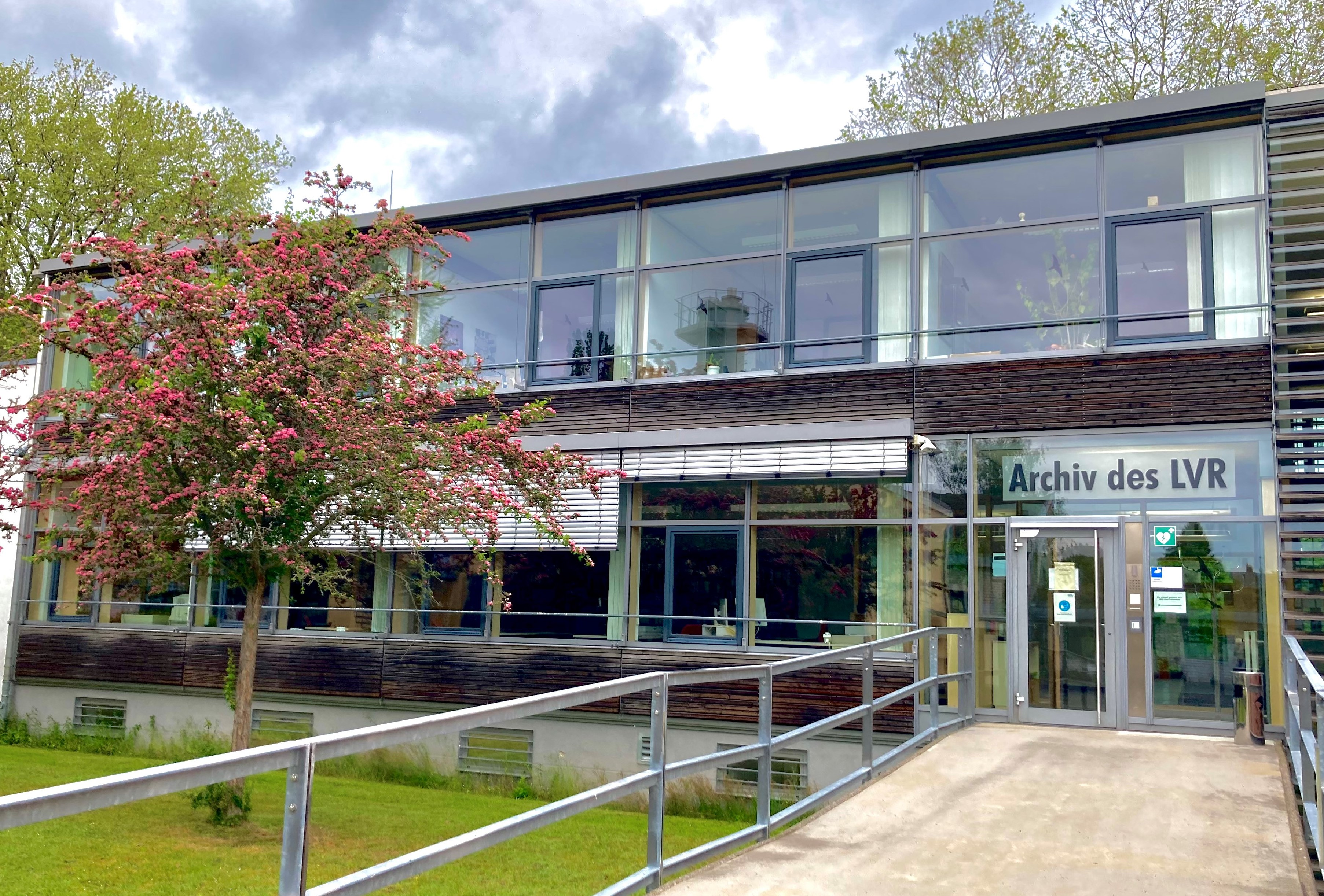
Archiv des Landschaftsverbands Rheinland (ALVR)

- Archiv des Landschaftsverbandes Rheinland (ALVR), Pulheim-Brauweiler
- Stadtarchiv Bedburg[46]
- Kreisarchiv Rhein-Erft-Kreis, Bergheim[47]

### Rheinisch-Bergischer Kreis
- Stadtarchiv Bergisch Gladbach, Bergisch Gladbach
- Stiftung Zanders, Bergisch Gladbach

### Rhein-Kreis Neuss
- Stadtarchiv Neuss, Neuss
- Archiv im Rhein-Kreis Neuss, Dormagen
- Internationales Mundartarchiv „Ludwig Soumagne“, Dormagen

### Rhein-Sieg-Kreis
- Kreisarchiv des Rhein-Sieg-Kreises, Siegburg[48]
- Archiv für Christlich-Demokratische Politik, St. Augustin

### Kreis Siegen-Wittgenstein
- Kreisarchiv Siegen-Wittgenstein, Siegen[49]

### Kreis Soest
- Stadtarchiv Lippstadt, Lippstadt
- Stadtarchiv Soest, Soest
- Kreisarchiv Soest, Soest
- Zentralinstitut Islam-Archiv-Deutschland, Soest

### Solingen
- Stadtarchiv Solingen

### Kreis Steinfurt
- Kreisarchiv Steinfurt[50]

### Kreis Unna

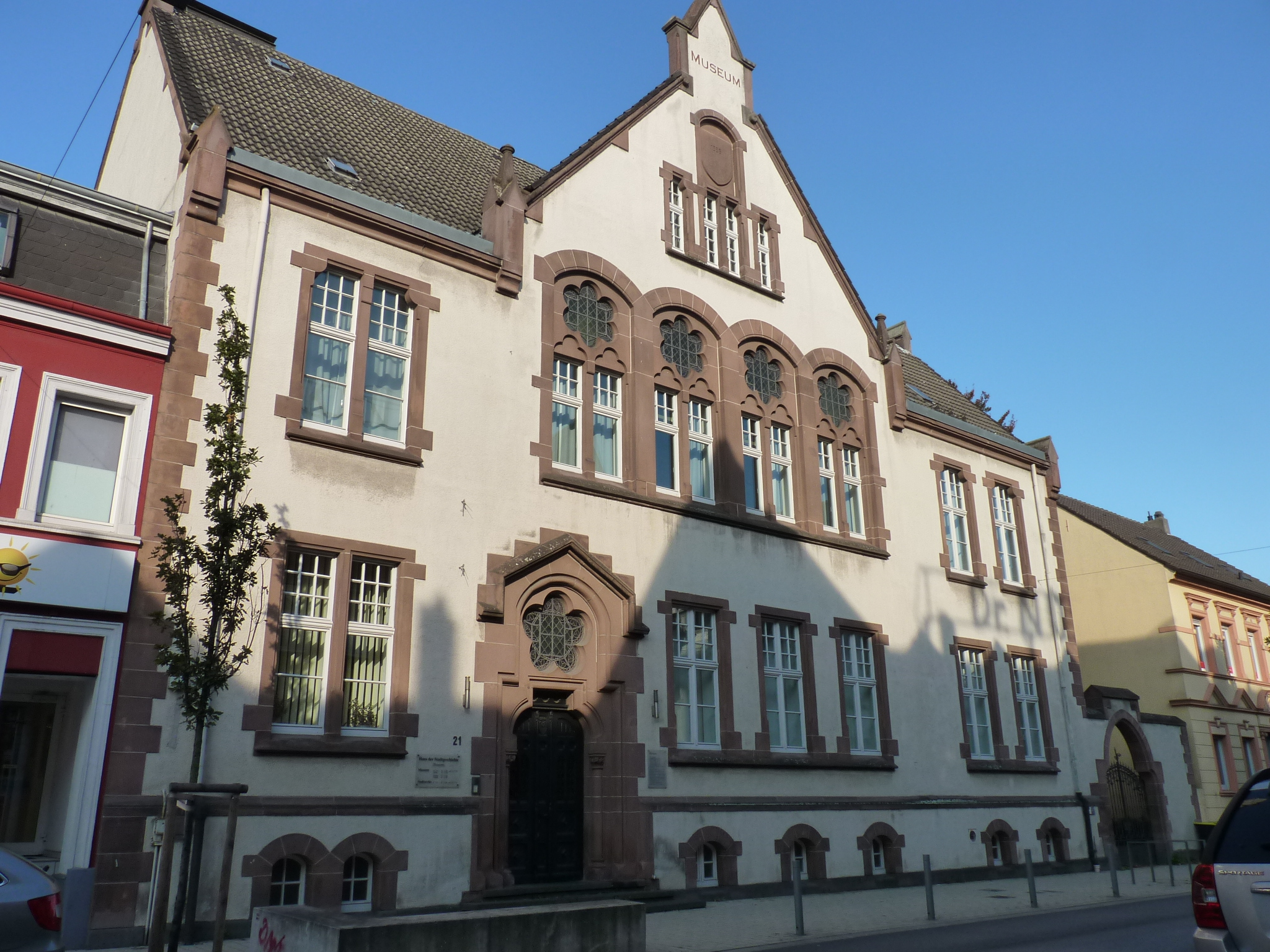
Haus der Stadtgeschichte, Kamen

- Haus der Stadtgeschichte, Kamen[51]
- Stadtarchiv Unna
- Stadtarchiv Fröndenberg[52]
- Kreisarchiv Unna[53]

### Kreis Viersen
- Kreisarchiv Viersen[54]

### Kreis Warendorf
- Kreisarchiv Warendorf

### Kreis Wesel
- Stadtarchiv Wesel

### Wuppertal
- siehe: Liste der Archive und Bibliotheken in Wuppertal

### Ehemalige Archive
- Zentralnachweisstelle, Kornelimünster